# Guido Molinari
Guido Molinari (* 12. Oktober 1933 in Montreal; † 21. Februar 2004 ebenda) war ein kanadischer Maler und Grafiker, der vor allem für seine „chromatischen Abstraktionen“ bekannt ist. Er gilt als einer der Hauptvertreter der zweiten Welle der Montrealer Plasticiens. Kennzeichnend für seine Malerei sind „geometrisierende“ Farbfelder, die durch farblich kontrastreiche und parallele Streifenraster bestimmt sind.

## Leben
Molinari besuchte von 1948 bis 1951 Abendkurse in Zeichnen und Malerei an der École des beaux-arts de Montréal in seiner Geburtsstadt. 1951/1952 studierte er an der Designschule des Musée des beaux-arts de Montréal, wo er ein Schüler von Marian Dale Scott und Gordon Mc Kinley Webber war. Da er unter Tuberkulose litt, die 1950 diagnostiziert worden war, musste er ein Jahr lang das Bett hüten und studierte in dieser Zeit intensiv Literatur zu philosophischen, künstlerischen, wissenschaftlichen und politischen Themen. Dabei entwickelte er eine Neigung zum Theoretisieren, die ihm ein Leben lang erhalten blieb.
1953 lernte Molinari die Kunstkritikerin und -theoretikerin Fernande Saint-Martin (1927–2019) kennen. 1955 gründeten die beiden zusammen mit dem Maler Claude Tousignant (* 1932) die Galerie L'Actuelle, welche bis 1957 bestand. Sie war trotz ihrer Kurzlebigkeit bedeutsam, da es sich um die erste Galerie in Kanada handelte, die sich ausschließlich nicht-figurativer Kunst widmete. 1958 heirateten Molinari und Saint-Martin.
Bis Anfang der 1950er Jahre stand Molinari den Montrealer Automatisten nahe, deren nicht-figurative Arbeiten und Ästhetik ihn interessierten. Dann entwickelte sich eine Gegenströmung in der Stadt, die seine Aufmerksamkeit erregte. 1955 schlossen sich die Künstler Rodolphe de Repentigny, Louis Belzile, Jean-Paul Jérôme und Fernand Toupin in Montreal zu der Gruppe Plasticiens zusammen und veröffentlichten ein Manifest, in dem sie sich von der spontanen Überschwänglichkeit des Automatismus abwandten und die Notwendigkeit einer geometrischen Abstraktion verkündeten. Diese sollte insbesondere durch stilistische Bereinigung und Anordnung der plastischen Elemente erreicht werden. Molinari und Tousignant griffen diese Ideen auf und verstärkten sie bis ins Extreme. Die Ergebnisse zeigten sie 1956 bei Einzelausstellungen. Daraufhin wurden sie zusammen mit Jean Goguen und Denis Juneau als zweite Welle der Plasticiens eingeordnet. Zusammen mit Belzile, Toupin und Fernand Leduc zeigten sie ihre Werke 1959 bei der Ausstellung Art abstrait in der École des beaux-arts de Montréal, deren Katalog ein Plädoyer für geometrische Abstraktion darstellte.
Molinari gehörte 1956 auch zu den Gründungsmitgliedern der Association des artistes non-figuratifs de Montréal. 1959 wurde er mit dem Prix du Salon de la Jeune Peinture de Montéral ausgezeichnet. Seine weitere Arbeit wurde durch ein Guggenheim-Stipendium (1967) gefördert. 1968 stellte er bei der Biennale di Venezia aus und erhielt dort den David-E.-Bright-Preis.
Molinari lehrte von 1970 bis 1997 an der Concordia University (die ihm 2004 posthum die Ehrendoktorwürde verlieh). 1971 wurde er zum Officer of the Order of Canada ernannt. 1973 erhielt er den Victor-Martyn-Lynch-Staunton-Preis. 1977 nahm er an der Biennale in Paris teil. 1980 verlieh ihm die Regierung von Québec den Paul-Émil-Borduas-Preis. Die Vancouver Art Gallery organisierte 1989 eine ihm gewidmete Wanderausstellung (Guido Molinari: 1951–1961, Peintures en noir et blanc).

## Werk
Molinaris Frühwerk von 1947 bis 1951 umfasst post-impressionistisch inspirierte Stillleben, Landschaften und Akte in Öl, die Einflüsse des kanadischen Landschaftsmalers James Wilson Morrice (1865–1924) aufweisen. Gleichzeitig beschäftigte sich Molinari mit den Ideen des Automatismus und schuf 1951 eine Reihe von Werken im Dunkeln oder mit verbundenen Augen. Anschließend recherchierte er zu den plastischen Eigenschaften der Malerei (Farbe, Flachheit) und durchlief eine an den Tachismus erinnernde Periode.
Während Molinari sich zunächst der gestischen Abstraktion widmete, setzte er bald zunehmend strukturierte und geometrische Elemente ein. Insbesondere mit seinen zwischen 1958 und 1962 entstehenden Gemälden (u. a. Poly-relationnel, 1958) wurde er neben Claude Tousignant zum Hauptvertreter der zweiten Welle der Montrealer Plasticiens, welche die geometrische Abstraktion bevorzugten. In den Jahren 1963 bis 1969 schuf er aus regelmäßigen, vertikalen, farbigen Streifen bestehende Gemälde. 1969 bis 1975 fand er mit einer Serie von Dreieck- und Schachbrettmusterbildern zu Formen aus Farbe zurück, worauf 1975 bis 1997 die nahezu monochrome Serie Quantificateurs folgte. Molinaris Werke wurden zunehmend dunkler und statt schmaler Streifen unterteilte er sie nun in zwei bis fünf große vertikale Abschnitte. In den letzten Jahren setzte er mitunter auch wieder die Waagerechte und Grundfarben in seinen Kompositionen ein. Beeinflusst wurde sein malerisches Werk insbesondere von Jackson Pollock und Piet Mondrian, letzterem widmete er einige seiner Spätwerke.
Zu Molinaris Gesamtwerk gehören auch Skulpturen mit offenen und bunten Strukturen.

## Werke in öffentlichen Sammlungen (Auswahl)
- Poly-relationnel, 1958, Öl auf Leinwand, 129,3 × 129,5 cm, National Gallery of Canada[4]
- Hommage à Samuel Beckett, Skulptur, Stahl mit Emailfarbe, 1967, 304,9 × 75,9 × 75,9 cm je Element, National Gallery of Canada
- Sériel bleu-violet 11/68, 1968, Acryl auf Leinwand, Musée de Grenoble[1]
- Opposition triangulaire rose, 1975, Acryl auf Leinwand, Musée d'art de Joliette[1]
- Quantificateur bleu 12/93, 1993, Acryl auf Leinwand, 274,3 × 366 cm, Musée d'art contemporain de Montréal[5]